# لي أكر
لي أكر (بالإنجليزية: Lee Aaker) مواليد 25 سبتمبر 1943 في لوس أنجلوس، هو ممثل ومنتج أمريكي بدأ مسيرته الفنية سنة 1951.

## الأعمال

### أفلام
- أعظم العروض على وجه الأرض (1952) (بدور: بوي)

### مسلسلات
- الحارس الوحيد (1955)
- ذا دونا ريد شو (1959)
- ذا لوسي شو (1963)

## روابط خارجية
- لي أكر على موقع IMDb (الإنجليزية)
- لي أكر على موقع ألو سيني (الفرنسية)
- لي أكر على موقع تيرنر كلاسيك موفيز (الإنجليزية)
- لي أكر على موقع أول موفي (الإنجليزية)
- لي أكر على موقع قاعدة بيانات الأفلام السويدية (السويدية)
- لي أكر على موقع إن إن دي بي (الإنجليزية)
- لي أكر على موقع قاعدة بيانات الفيلم (الإنجليزية)
- لي أكر على موقع كينوبويسك (الروسية)